# Consejo de los Cuarenta
El Consejo de los Cuarenta o Tribunal Supremo de los Cuarenta (en italiano Supremo Tribunale della Quarantia o  Quarantia) fue uno de los órganos constitucionales más importantes de la República de Venecia, ejerciendo funciones políticas y jurídicas como Corte suprema.

## Historia
El Consejo de los Cuarenta pudo instituirse a partir de 1179 en el ámbito de algunas reformas constitucionales que transformaron la monarquía ducal en Estado comunal. Este órgano nació como asamblea de los cuarenta electores capacitados para elegir al dux de Venecia, los cuales, a su vez, habían sido elegidos por nueve votantes asignados por la asamblea popular o Concio. El Consejo, compuesto por cuarenta jueces de familias nobles, una vez elegido el dux, permanecía afín a la administración de justicia, participando junto al Senado en las funciones legislativas, delegadas por lo común por el Consejo Mayor, del cual era miembro por derecho.
Tras la reforma constitucional de 1297, que condujo el 28 de febrero de ese año al bloqueo del cargo de miembro del Consejo, convirtiéndolo en hereditario, el Estado pasó a ser una República aristocrática.
Con el tiempo, el Consejo fue perdiendo sus funciones legislativas y representativas en favor del Senado, y tras la creación del Consejo de sabios, en torno a 1380, perdió también la mayor parte de sus competencias ejecutivas, momento en el que ejerció como órgano máximo de gobierno de la fábrica de moneda, manteniendo las competencias fiscales y las judiciales.
En 1441 el Tribunal Supremo de los Cuarenta se dividió en dos secciones: la criminal ("Quarantia Criminale") y la civil ("Quarantia Civile"), esta última ampliada en 1491, con el Tribunal Civil Nuevo ("Quarantia Civil Nuova"), asociado al Tribunal Civil Viejo ("Quarantia Civil Vecchia").

## Los tribunales

### Quarantia Criminal
Este tribunal contaba con competencias sobre delitos y crímenes, con funciones de tribunal supremo en casos penales, pudiendo iniciar procedimientos legislativos. Sus miembros provenían del Tribunal Civil Nuevo y del Tribunal Civil Viejo, y  recibían un salario. Además, tenían voto en la elección del Senado. Los tres magistrados principales del Tribunal se situaban junto al dux y al consejo Menor de la Signoria de Venecia, órgano supremo de representación de la República.

### Quarantia Civil Vieja
Las competencias de este tribunal abarcaban todos los asuntos referidos al derecho civil, con excepción de las apelaciones provinientes del ducado de Venecia y de los territorios de ultramar. Los casos que juzgaban habían sido previamente examinados por un órgano auditor ("Auditori alle Sentenze") que después ejercía la función fiscal.

### Quarantia Civil Nueva
El Tribunal Civil Nuevo juzgaba cuestiones inherentes al derecho civil, con excepción de aquellas originadas en los estados del continente. Funcionaba como tribunal de apelación, después de que el caso hubiera sido estudiado por los "Auditori alle Sentenze".

### Colegios
Para la resolución de causas civiles de poca importancia, se crearon dos colegios ("collegio"); el "Collegio de'venti Savi", compuesto por veinticinco miembros, y el "Collegio de'dodici", formado por quince miembros.